# Papestra frustrata
Papestra frustrata är en fjärilsart som beskrevs av Mcdunnough 1946. Papestra frustrata ingår i släktet Papestra och familjen nattflyn. Inga underarter finns listade i Catalogue of Life.